# Gornja Bistrica
Gornja Bistrica (pronunciación eslovena: [ˈɡoːɾnja ˈbiːstɾitsa]; húngaro: Felsőbeszterce) es una localidad de Eslovenia, perteneciente al municipio de Črenšovci en el este del país.
En 2018 tiene 755 habitantes.
Junto con los vecinos pueblos de Dolnja Bistrica y Srednja Bistrica, forma un conjunto de tres asentamientos junto al río Mura que se mencionan por primera vez en documentos entre 1381 y 1428. Estas aldeas pertenecieron a Lenti y más tarde a Beltinci, en el condado de Zala del reino de Hungría. En 1919 se integraron en el reino de los Serbios, Croatas y Eslovenos por ser un área donde los eslovenos eran mayoría étnica. La iglesia del pueblo, dedicada a San Antonio de Padua, fue construida en 1972.
Se ubica unos 2 km al suroeste de la capital municipal Črenšovci, en el límite con el municipio de Ljutomer marcado por el río Mura.